# Бранко Жигић
Бранко Жигић (Бачка Топола, 30. децембра 1981) српски је фудбалски тренер и бивши фудбалер. Млађи је брат некадашњег фудбалског репрезентативца Србије, Николе Жигића.

## Играчка каријера
Жигић је заједно са старијим братом Николом фудбал почео да тренира у Криваји, одакле су прешли у АИК из Бачке Тополе. Бранко се у том клубу задржао нешто дуже од Николе који је отишао на одслужење војног рока а касније прошао пробу у Црвеној звезди. Бранко је потом био члан екипе Текстилца из Оџака, после чега је три сезоне наступао за Цемент из Беочина. Лета 2007. приступио је новосадском Пролетеру, а две године касније са клубом је освојио прво место на табели Српске лиге Војводине и изборио пласман у Прву лигу Србије. Жигић је неколико година Пролетер предводио као капитен у том такмичењу.

## Тренерска каријера
Након 10 сезона, колико је провео као играч те екипе, средином 2017. окончао је професионалну каријеру и прикључио се стручном штабу као помоћник. Као првопласирани тим у сезони 2017/18, Пролетер је изборио пласман у Суперлигу Србије. Жигић се на месту помоћника тренера задржао и током наредне такмичарске године, а од септембра 2019. добио је прилику да предводи екипу као шеф стручног штаба. Крајем априла 2021. поднео је оставку на место првог тренера Пролетера. Екипу је на три утакмице водио његов помоћник Секула Рашиован, али се Жигић потом вратио на клупу новосадског тима. Након уводна три кола такмичарске 2021/22, Жигић се поново повукао са места првог тренера Пролетера. У јуну 2022. постављен је на место тренера новосадске Младости која је претходно изборила пласман у Суперлигу. Смењен је почетком августа исте године, након што је у прва четири кола освојио исто толико бодова. Нешто касније, истог месеца, ангажован је на месту тренера РФК Нови Сад. Крајем августа 2023, поново је постављен за тренера новосадске Младости. Два месеца касније је напустио клуб.

## Статистика

#### Клупска
Ажурирано 3. октобра 2020.
|                   |          |     |    |   |   |   |   |     |    |  |  |  |  |  |
| Текстилац Оџаци   | 2003/04. | 15  | 1  | — | — | — | — | 15  | 1  |  |  |  |  |  |
|                   |          |     |    |   |   |   |   |     |    |  |  |  |  |  |
| Цемент            | 2004/05. | 30  | 7  | — | — | — | — | 30  | 7  |  |  |  |  |  |
| Цемент            | 2005/06. | 29  | 2  | — | — | — | — | 29  | 2  |  |  |  |  |  |
| Цемент            | 2006/07. | 29  | 6  | — | — | — | — | 29  | 6  |  |  |  |  |  |
| Цемент            | Укупно   | 88  | 15 | — | — | — | — | 88  | 15 |  |  |  |  |  |
|                   |          |     |    |   |   |   |   |     |    |  |  |  |  |  |
| Пролетер Нови Сад | 2007/08. | 25  | 1  | — | — | — | — | 25  | 1  |  |  |  |  |  |
| Пролетер Нови Сад | 2008/09. | 26  | 4  | — | — | — | — | 26  | 4  |  |  |  |  |  |
| Пролетер Нови Сад | 2009/10. | 32  | 1  | 1 | 0 | — | — | 33  | 1  |  |  |  |  |  |
| Пролетер Нови Сад | 2010/11. | 33  | 3  | 1 | 0 | — | — | 34  | 3  |  |  |  |  |  |
| Пролетер Нови Сад | 2011/12. | 29  | 2  | 1 | 0 | — | — | 30  | 2  |  |  |  |  |  |
| Пролетер Нови Сад | 2012/13. | 30  | 1  | 1 | 0 | — | — | 31  | 1  |  |  |  |  |  |
| Пролетер Нови Сад | 2013/14. | 24  | 3  | 1 | 0 | — | — | 25  | 3  |  |  |  |  |  |
| Пролетер Нови Сад | 2014/15. | 28  | 2  | 2 | 0 | — | — | 30  | 2  |  |  |  |  |  |
| Пролетер Нови Сад | 2015/16. | 23  | 1  | 0 | 0 | — | — | 23  | 1  |  |  |  |  |  |
| Пролетер Нови Сад | 2016/17. | 14  | 1  | 0 | 0 | — | — | 14  | 1  |  |  |  |  |  |
| Пролетер Нови Сад | Укупно   | 264 | 19 | 7 | 0 | — | — | 271 | 19 |  |  |  |  |  |
|                   |          |     |    |   |   |   |   |     |    |  |  |  |  |  |
| Каријера          | Каријера | 367 | 35 | 7 | 0 | — | — | 374 | 35 |  |  |  |  |  |
|                   |          |     |    |   |   |   |   |     |    |  |  |  |  |  |

## Трофеји и награде

### Клупски
Пролетер Нови Сад
- Српска лига Војводина : 2008/09.[8]

- Прва лига Србије : 2017/18. (као члан стручног штаба)[11]